# Covington (Kentucky)
Covington je město ve Spojených státech amerických. Nachází se v okrese Kenton County, jehož je zároveň správním městem, ve státě Kentucky. Ve městě žije přibližně 41 tisíc obyvatel a jeho rozloha činí 35,7 km². Leží na soutoku řek Ohio a Licking, přičemž je nejlidnatějším městem Severního Kentucky a pátým nejlidnatějším městem ve státě Kentucky. Covington je předměstím města Cincinnati ve státě Ohio (leží jižně od tohoto města). Na východě dále sousedí s městem Newport. Covington byl založen roku 1815. Nachází se zde C&O Railroad Bridge.

## Rodáci
- George Widener (* 1962)
- Adrian Belew (* 1949) – americký hudebník